# Assembleia Constituinte do Peru de 1884
A Assembleia Constituinte de 1884 foi uma assembleia constituinte instalada no Peru e convocado pelo então presidente Miguel Iglesias após ter assinado o Tratado de Ancón colocando fim a Guerra do Pacífico.

## Antecedentes
Em 1882, foi realizada a Assembleia de Montán, na qual Miguel Iglesias foi nomeado presidente regenerador do Peru e autorizado a assinar a paz com o Chile pondo assim o fim da Guerra do Pacífico. Tudo isso, como era esperado, causou um protesto geral, quase unânime, dos povos do Peru. Tanto Lizardo Montero, quem exercia de fato a presidência do país, como Andrés Avelino Cáceres, líder da resistência nas montanhas, rejeitaram categoricamente as propostas de Iglesias.
Após o reconhecimento de Iglesias por parte do Chile e da derrota militar tanto de Andrés A. Cáceres na batalha de Huamachuco como da de Lizardo Montero em Ayacucho, foi assinado o Tratado de Ancón em 20 de outubro de 1883, o mesmo que teve que ser ratificado pelo congresso peruano. Para este fim, convocou o congresso para ratificar o tratado, bem como a posição de Iglesias como presidente.

## Atos da Assembleia
Ao contrário da Assembleia de Montán, ao qual compareceram 8 deputados de apenas 8 departamentos do Peru., a Assembleia Constituinte de 1884 contou com representantes de todos os departamentos do país e foi presidido por Antonio Arenas Merino quem havia sido eleito deputado de Lima.
A assembleia ratificou o Tratado de Ancón em 8 de março de 1884 e depois ratificou Miguel Iglesias como presidente provisório do Peru, que teve que concluir seu mandato e convocar eleições. No entanto, seu desempenho foi interrompido com a explosão, em agosto de 1884 da guerra civil peruana de 1884-1885 entre o presidente Miguel Iglesias e as tropas de Andrés Avelino Cáceres.